# John Willock Noble
John Willock Noble, född 26 oktober 1831 i Lancaster, Ohio, död 22 mars 1912, var en amerikansk politiker och jurist. Han tjänstgjorde som USA:s inrikesminister 1889-1893.
Noble utexaminerades 1851 från Yale College. Han studerade sedan juridik och inledde 1853 sin karriär som advokat i Ohio. Han gick med i Free Soil Party. Han bodde sedan först i Missouri och därefter i Iowa. Han bytte parti till republikanerna. Han deltog i amerikanska inbördeskriget i nordstaternas armé. Han flyttade tillbaka till Missouri efter kriget.
Noble blev utnämnd till inrikesminister efter Benjamin Harrisons valseger i presidentvalet i USA 1888. Han stannade kvar som minister under hela Benjamin Harrisons mandatperiod som president. Demokraten Grover Cleveland vann presidentvalet 1892 och Noble efterträddes 1893 som inrikesminister av M. Hoke Smith.
Noble arbetade som advokat i Saint Louis efter sin tid som minister. Han avled 1912 och gravsattes på Bellefontaine Cemetery.